# Passiflora lobbii
Passiflora lobbii Mast. – gatunek rośliny z rodziny męczennicowatych (Passifloraceae Juss. ex Kunth in Humb.). Występuje naturalnie w Ekwadorze, Peru oraz Boliwii. 

## Morfologia
PokrójZdrewniałe, trwałe, nagie liany.
LiściePotrójnie klapowane, rozwarte lub ostrokątne u podstawy, skórzaste. Mają 1,5–4,5 cm długości oraz 2–8 cm szerokości. Całobrzegie, z tępym lub ostrym wierzchołkiem. Ogonek liściowy jest owłosiony i ma długość 6–20 mm. Przylistki są szczeciniaste, mają 3–8 mm długości.
KwiatyPojedyncze. Działki kielicha są trójkątne, zielonkawe, mają 0,6–1,2 cm długości. Płatki są owalne, białe, mają 0,5–0,9 cm długości. Przykoronek ułożony jest w dwóch rzędach, barwa od purpurowej do białawozielonkawego, ma 1–10 mm długości.
OwoceSą kulistego kształtu. Mają 1,5 cm średnicy.

## Biologia i ekologia
Występuje w lasach oraz wśród roślinności krzewiastej na wysokości 2500–3000 m n.p.m.